# Traiano Provana
Traiano Provana, Trojan Prowana  herbu własnego (ur. ?, zm. przed 1567 lub w 1568 w Krakowie) – włoski szlachcic z Piemontu, sekretarz królewski Bony, Zygmunta I Starego i Zygmunta II Augusta.
Przyjechał do Polski w latach 30., trafił na dwór królewski, gdzie pełnił obowiązki jednego z sekretarzy. W latach 50. odbywał misje dyplomatyczne na południu Włoch, jak i na obszarze państwa polsko-litewskiego. W 1557 roku, wraz z bratem Prosperem, uzyskał indygenat. Od Zygmunta Augusta otrzymał majątek ziemski, który stopniowo rozwijał. Był kalwinem, aktywnym w środowisku reformacyjnym.

## Życiorys

### Pochodzenie i przybycie do Polski
Pochodził z zamożnej piemonckiej rodziny szlacheckiej, z linii wywodzącej się z Carignano (względnie Caragnano), stąd przydomek Carnnianus. Był synem Guglielma Provany lub Nicola Provany del Sabbione. W latach 30. XVI wieku przybył do Korony, gdzie znalazł zatrudnienie na dworze królewskim, choć początkowo mógł pozostawać na służbie Francesca Niconizia, kanonika z Korčuli. Od 1539 roku pełnił funkcję sekretarza królowej Bony. W kolejnych latach, również na stanowisku sekretarza, służył także Zygmuntowi Staremu, a następnie Zygmuntowi Augustowi. W latach 1552–1559 wypełniał zadania związane ze sprawami dynastii Jagiellonów na południu Włoch, jak również odbywał podróże dyplomatyczne w granicach państwa polsko-litewskiego, począwszy od 26 kwietnia 1550 roku. Zgodnie z dokumentem królewskim z 1 stycznia 1557 roku otrzymał indygenat, razem z bratem Prosperem, który wraz z nim przyjechał do Polski lub przybył tu później na początku lat 50.

### Majątek
Był długoletnim sekretarzem królewskim, dobrze wywiązującym się ze swoich obowiązków, czego świadectwem był wzrost jego wynagrodzenia. Za wierną służbę król 2 lutego 1558 roku nadał mu w dożywocie wieś Łętkowice, w ziemi krakowskiej. Provana poświęcał dużo uwagi rozwojowi swojego majątku, dokonując pomiaru ról i powiększając folwark, dzięki przesiedleniu chłopów i skupieniu od nich łanów. Rozbudował obiekty gospodarskie, wzniósł także nowy dwór oraz rozwijał hodowlę ryb i uprawę chmielu dla własnego browaru. Często pomagał bratu, który rozwinął na dużą skalę działalność gospodarczą, wyręczając go w sprawach handlowych i kierowaniu królewską pocztą. Ocenia się, że Traiano, w porównaniu do Prospera, mniej skutecznie powiększał majątek. Był mocniej związany z dworem królewskim, w służbie Bony, a następnie Zygmunta Augusta. Zadowolony z osiągniętego statusu, raczej nie myślał o powrocie do Włoch.

### Sprawy wyznaniowe i śmierć
Obaj bracia byli związani z ruchem reformacyjnym, być może z tego powodu opuścili Piemont. Traiano wyznawał kalwinizm, w kwietniu 1559 roku kościół w Łętkowicach zamienił na zbór, sprowadzając tam jako ministra Francesca Capitellisa. Wydarzenie to stało się głośnym, zaniepokojenie nim wyrażał Stanisław Hozjusz. Oburzenie tolerowaniem tego postępku wyraził papież, za pośrednictwem wiceprotektora Polski kardynała Giacoma Putea.
Provana od 1558 roku, po uzyskaniu zgody synodu w Książu Wielkim, utrzymywał dla siebie i swego brata prywatnego ministra, którym był Jerzy Niger (właściwie Giorgio Negri). Brał także udział w obradach synodu pińczowskiego (7 sierpnia 1559). Pewne związki z Włochem miał reformacyjny działacz Francesco Negri, ojciec Giorgia. Wspomniał Provanę w dedykacji do swojego utworu Liberum Arbitrium, które w 1559 roku wyszło w dwóch wydaniach: genewskim z drukarni Jeana Crespina oraz anonimowym z terenów Rzeczypospolitej. Adresatem tego wstępu był Michał Radziwiłł „Czarny”, a Traiano został w nim przedstawiony jako mieszkający w Krakowie pośrednik między Radziwiłłem a Negrim. Między obiema edycjami występują pewne różnice w treści dedykacji. Zmiany miały główne służyć uhonorowaniu Provany – o ile w edycji genewskiej przesadnie określono go jako doradcę Zygmunta Augusta, to w wydaniu anonimowym Negri precyzyjnie podał jego stanowisko na dworze królewskim. Określił go mianem „wspaniałego męża i pana” i uwypuklił jego bliskie związki z Radziwiłłem. Zapewne te modyfikacje i unikanie przesadnego wywyższania Włocha miały ułatwić pozyskanie łask monarchy, jak i Radziwiłła, trudno jednak powiedzieć, czy sam Provana miał wpływ na ich wprowadzenie. Inny protestancki autor Erazm Otwinowski w swojej pracy Heroes Christiani zaliczył Włocha do zasłużonych działaczy reformacji.
Provana zmarł przed 1567 lub w 1568 roku, w Krakowie, gdzie został pochowany.

### Małżeństwo i potomstwo
Był żonaty z Zofią Mogilnicką, miał z nią czworo dzieci:
- Barbarę, żonę Mikołaja Korycińskiego;
- Annę;
- Elżbietę (zm. 16 sierpnia 1638), zamężną z Hieronimem Trepką;
- Abrahama (zm. 1602), dworzanina Anny Jagiellonki, rycerza jerozolimskiego i kawalera Orderu Świętych Maurycego i Łazarza, właściciela Karniowic i Poręby w ziemi krakowskiej, autora książki Złote jarzmo małżeńskie.